# Lujuria tropical
Lujuria tropical es una película filmada en colores coproducción de Argentina y Venezuela dirigida por Armando Bó según su propio guion que se estrenó el 2 de enero de 1964 y que tuvo como protagonistas a Isabel Sarli, Armando Bó y Pedro Laxalt.

## Sinopsis
Una mujer que se debate entre el amor de dos hombres y la búsqueda de sí misma.

## Reparto
- Isabel Sarli
- Armando Bó
- Pedro Laxalt
- Luis Salazar
- Manolo Coego
- Alberto Álvarez
- Mario Suárez

## Comentarios
Clarín dijo sobre el filme:

”En esta película Armando Bó reitera la fórmula de otras producciones…La fotografía en colores no es pareja.”

El Heraldo del Cine opinó:

”Isabel Sarli a toda carne, cuatro bikinis, seis hombres, una docena de baños, música tropical ininterrumpida…y una linda playa venezolana bien fotografiada en Ferraniacolor.”